# Evirchomella validens
Evirchomella validens là một loài tò vò trong họ Ichneumonidae.